# François Bellugou
François Bellugou (Prades, 25 aprile 1987) è un ex calciatore francese, di ruolo centrocampista.

## Carriera

### Club
Durante la sua carriera ha giocato con Montpellier, Sète e Guingamp.
Il 20 ed il 27 agosto 2009 ha giocato le due partite degli spareggi dell'Europa League contro l'Amburgo.

## Palmarès
- Coppa di Francia: 1

Guingamp: 2008-2009